# Ataxia mucronata
Ataxia mucronata là một loài bọ cánh cứng trong họ Cerambycidae.